# Di Zi Gui
Di Zi Gui (chino simplificado: 弟子规; chino tradicional: 弟子規; pinyin: Dì Zǐ Guī; Wade-Giles: Ti Tzu Kui, Normas para ser un buen alumno y niño) fue escrito en la dinastía Qing durante el reinado del emperador Kangxi (1661-1722) por Li Yuxiu. El libro se basa en la antigua enseñanza del filósofo chino Confucio, que hace hincapié en los requisitos básicos para ser una buena persona y las directrices para vivir en armonía con los demás. Al igual que el San Zi Jing (otro texto clásico chino para niños), está escrito en versos de tres caracteres. La fuente para el esquema principal de la obra son las Analectas de Confucio, Libro 1, Capítulo 6.